# 앰버 라일리
앰버 라일리(Amber Riley, 1986년 2월 15일 ~ )는 미국의 배우, 가수, 작가이다.

## 출연 작품
- 인퍼머스 (2020) - 엘 역